# Pes nám spadla
Pes nám spadla je sbírka osmdesáti hravých básní od českého autora Miloše Kratochvíla. Kniha byla publikována v roce 2012. Verše pro sbírku byly vybrány z pěti již vydaných sbírek Deset malých Bohoušků, Hodina smíchu, Létací koště, Potkal Kočkodán Kočkonora a Zapište si za uši. Autor využívá pravidelně střídající rýmy, hry se slovy, humor a dvojsmyslnost. Knihu obohacují zábavné obrázky od ilustrátorky Evy Sýkorové-Pekárkové, která se inspirovala názvem knihy a celé dílo doplnila obrázky všemožných psích ras.

## Obsah

### Zvířecí
První díl obsahuje přes 30 básní na téma zvířata. Básně se zakládají na vlastnostech zvířat (Raci, S bobry jen slušně, House a housenka, Věrný škrtič aj.). V obrázcích všednost s vážností ustupuje do pozadí. Neobyčejnost ilustrací diváka vtáhnou do děje a světa fantazie, např. šnek s mrakodrapem na zádech, pavouk hrající fotbal, žížala škrtící špačka, hada v divadle aj.

### Školní
Druhý díl obsahuje 8 básní o strastech v našich školních letech. Najdeme zde témata jako pětka ze slohu, zkoušení u tabule a křivdy.

### Ze života
Třetí díl obsahuje přes 20 básní, které pojednávají o různých tématech a obvyklých věcech v běžném životě jako jsou boty, zlatá rybka, nemoci, anděl strážný, závist, brýle, jména, stěhování, cihly, ponorka, kaktus u holiče aj.

### A něco navíc...
Čtvrtý díl obsahuje jen 4 básně: Bezhlavý rytíř, Obavy, Vodník z Chlumce a Pohádka.

## Přijetí a interpretace
Kniha byla dobře přijata v českém prostředí, jak uvádí Bohumila Adamová, autorka recenze knihy na web iLiteratura.cz. Autora knihy chválí za originalitu, kdy žádné básně nejsou vážné a tradiční. Stejně je na tom podle ní i grafická úprava knížky, barevnost, smysl pro humor a odlehčené vysmívání se sobě samému, které do knížky pro děti patří.
Michal Čagánek na webu Čítárny rovněž přišel s pozitivním pohledem na Kratochvílovu tvorbu, který se podle něj řadí mezi takové české klasiky, jako je Emanuel Frynta, Pavel Šrut či Jiří Žáček. Podle Čagánka kniha vyšla v době, kdy básnická tvorba na českém trhu nekvetla, nicméně poptávka po kvalitní poezii pro děti se neustále zvyšuje. Knihu jakožto soubor bláznivých básniček od dobře známého a zavedeného tvůrce „bezvýhradně doporučil“ také časopis Reflex.